# 拉托庇乌斯
拉托庇乌斯（英語：Latobius）。凯尔特人所尊奉的神祇之一。多次出现于凯尔特人所塑造的与其相关的艺术作品之中，相关文物亦主要留存至今中欧的奥地利一带，影响深远。

## 扩展阅读
- Dictionary of Celtic Myth and Legend. Miranda Green. Thames and Hudson Ltd. London. 1997